# Шаттуара I
Шаттуара I (д/н— бл. 1300 до н. е.) — цар Мітанні близько 1320—1300 до н. е. З його часу починається остаточний занепад держави.

## Життєпис
Родинні стосунки з попередніми царями мітанні достеменно невідомі. Близько 1320 року до н. е. стає володарем Мітанні. Стикнувся з Ассирією на чолі із царем Ашшур-убаллітом I, що відродив потугу своєї держави. Шаттуара I зазнав поразок в області Шубарі і Муцру.
Не відчуваючи себе впевненно цар Мітанні уклав союз з хеттським володарем Мурсілі II. Втім Шаттуара I не зміг перешкодити походу нового ассирійського царя Елліль-нірарі на місто Каркеміш. Війна з Ассирією тривала за наступного царя Арік-ден-ілі. Але мітаннійці зазнали нової поразки, втративши область Кадмухе. Також було зруйновано столицю Мітанні Вашшуканні. Цар переніс резиденцію в район Тайде.
Шаттуара I намагався скористатися сходженням на трон у 1307 році дон. е. ассирійського царя Ададнірарі I, атакувавши його володіння. Напевне розраховував на допомогу хеттів, проте не отримав її. В результаті Шаттуара I зазнав нищівної поразки й потрапив у полон. Ададнірарі I відновив того на троні, але Мітанні визнала зверхність Ассирії та зобов'язалася сплачувати данину. Змінив Шаттуару I близько 1300 року до н. е. син Васашатта.